# Нещо истинско
„Нещо истинско“ (на английски: One True Thing) е американска драма от 1998 г. на режисьора Карл Франклин. Сценарият е адаптиран от Анна Куиндлен по едноименния роман на Анна Куиндлен. Във филма участват Мерил Стрийп, Рене Зелуегър, Уилям Хърт и Том Еверет Скот.